# Laure Moghaizel
Laure Moghaizel (1929-1997) est une militante de la lutte pour les droits des femmes au Liban et dans le monde arabe.

## Biographie
Laure Moghaizel obtient une licence en droit français à l'université de Lyon et en droit libanais à l'université Saint-Joseph de Beyrouth.
Elle occupe plusieurs postes dans des organisations nationales, régionales et internationales : elle est membre du Comité des droits de l'homme des Nations unies, vice-présidente du Conseil international des femmes, vice-présidente de la Fédération arabe des femmes et présidente du Conseil national libanais pour les femmes.
Elle a été derrière de nombreuses réformes législatives en faveur des droits des femmes,. Plus de dix lois ont été modifiées ; l'une d'elles permet aux femmes de voter lors des élections présidentielles. Sur son insistance, la Convention sur l'élimination de toutes les formes de discrimination à l'égard des femmes (CEDAW) a aussi été ratifiée par le Liban.
Elle a également beaucoup œuvré pour instaurer une paix civile permanente au Liban.
Elle a accompagné son époux, Joseph Moghaizel, dans la fondation du Parti Démocratique Libanais en 1969 prônant la laïcité du Liban.
Un fond Laure et Joseph Moghaizel est constitué en 2005 à Beyrouth.